# Станнид дибария
Станнид дибария — бинарное интерметаллическое неорганическое соединение
бария и олова
с формулой Ba2Sn,
кристаллы.

## Получение
- Сплавление стехиометрических количеств чистых веществ:

{\displaystyle {\mathsf {2Ba+Sn\ {\xrightarrow {T}}\ Ba_{2}Sn}}}

## Физические свойства
Станнид дибария образует кристаллы
ромбической сингонии,
пространственная группа P nma,
параметры ячейки a = 0,8648 нм, b = 0,5691 нм, c = 1,0588 нм, Z = 4,
структура типа дихлорида свинца PbCl2
.
Соединение разлагается при температуре >1000°С
.